# Laura Lasinsky
Laura Lasinsky (* 20. Januar 1844 in Köln; † 27. November 1919 in Düsseldorf) war eine deutsche Porträt- und Architekturfotografin.

## Leben

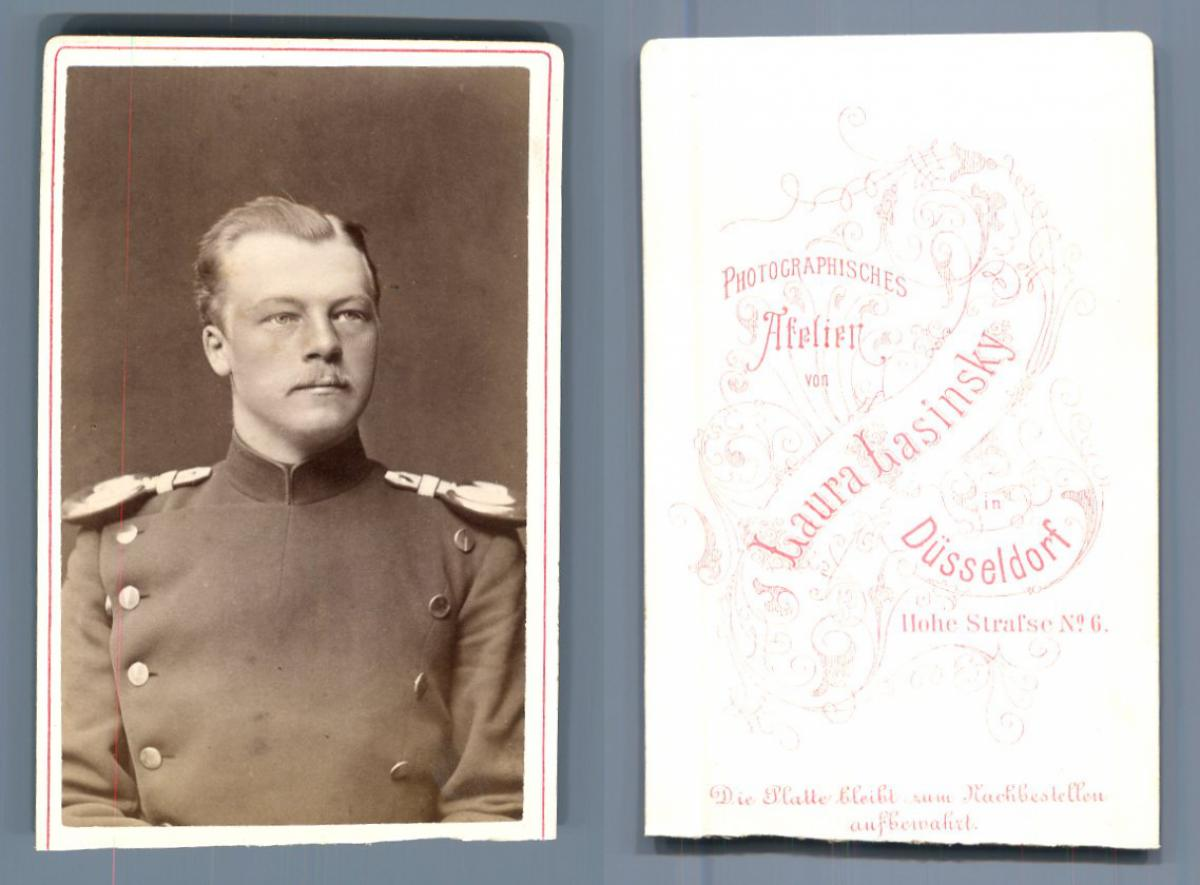
Laura Lasinsky: Carte de visite eines Offiziers, 1870er Jahre

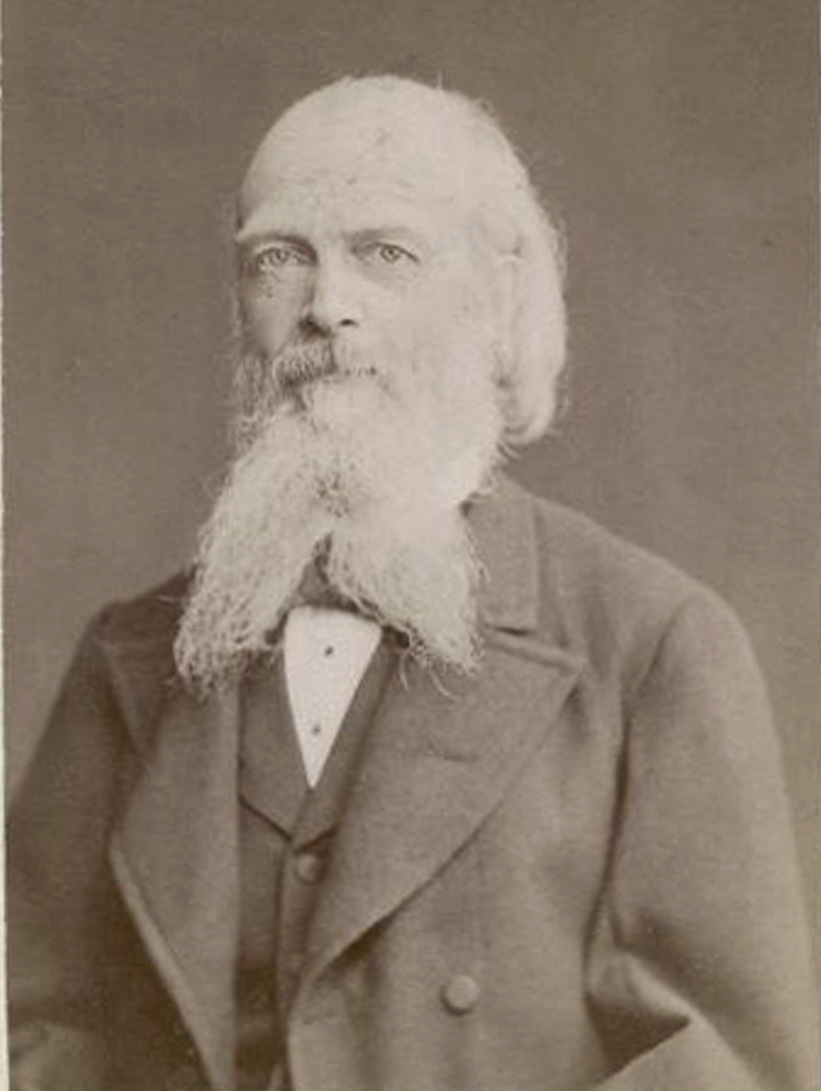
Laura Lasinsky: Emil Gottlieb Schuback, 1877

Laura Lasinsky war die Tochter des Landschaftsmalers Johann Adolf Lasinsky und dessen Ehefrau Antoinette Margaretha T. Sauset. Ihre Familie zog 1850 von Köln nach Düsseldorf. Dort besuchte ihr älterer Bruder, der Maler Paul Lasinsky (1842–1865), die Kunstakademie. Wie ihr jüngerer Bruder Adolf Lasinsky (* 6. Februar 1849 in Köln; † 28. Februar 1891 in Roermond) wandte sie sich der Fotografie zu und wurde Fotografin. 1870 übernahm sie das Atelier von Adam Sturm in der Hohe Straße 6 in der Düsseldorfer Carlstadt, wo sie mit ihrer 1871 verwitweten Mutter auch wohnte, und betrieb es dort unter der Bezeichnung Photographisches Atelier von Laura Lasinsky fast 20 Jahre lang. Am 30. Oktober 1880 heiratete sie den Maler und Fotografen Wilhelm Lüdcke. Sie bezogen ein neues Atelier unter der Bezeichnung Photographische Anstalt Lüdcke-Lasinsky in der Oststraße 75 in Düsseldorf-Stadtmitte. Zu ihren Kunden zählten Angehörige der Düsseldorfer Garnison, Künstler der Düsseldorfer Malerschule, etwa Ferdinand Fagerlin, und der Industrielle Alfred Krupp, den sie um 1880 fotografierte. Peter Hubert Höltgen, der sich 1884 selbständig machte, war ihr langjähriger Gehilfe.
1880 beteiligte sie sich neben Emma Planck als eine von zwei Berufsfotografinnen an der Gewerbe-Ausstellung für Rheinland, Westfalen und benachbarte Bezirke. Dort zeigte sie Fotografien, Federzeichnungen und Aquarellbilder. Die ausgestellten Fotos umfassten eine ganze Wand mit Porträts und Genrebildern in Silberdruck auf Albuminpapier, zum Teil koloriert, darunter auch das Bildnis eines hundertjährigen Schuhmachers, das bereits in der Galerie Eduard Schulte ausgestellt worden war. Für ihren Ausstellungsbeitrag erhielt sie eine bronzene Ausstellungsmedaille.